# ノックイン
クローニングにおいて、ノックイン(gene knock-in)とは、生物の染色体の特定の遺伝子座にタンパク質をコードする相補的DNA配列を挿入する遺伝子工学的手法である。この技術がより進んでいること、また胚性幹細胞が扱いやすいことから、通常はマウスに対して行われる。ノックインと遺伝子組換えの違いは、ノックインは特定の「標的」遺伝子座に対して遺伝子の挿入を行う点である。
ノックインの技術は、病理モデルを作る時等や、プロモーター等の遺伝子発現の制御機構の機能を研究するために用いられる。BACベクターやYACベクターは、大きな断片を移す時に用いられる。